# Россиенский уезд
Россиенский уезд (лит. Raseinių apskritis) — административная единица Ковенской губернии, существовавшая в 1795 — 1920 годах. Уездный город — Россиены.

## История
Уезд образован в 1795 году в составе Виленской губернии после третьего раздела Речи Посполитой. В 1842 году уезд вошёл в состав вновь образованной Ковенской губернии.

## Население
По переписи 1897 года население уезда составляло 235 362 человек, в том числе в городе Россиены — 7455 жит., в местечках Тауроген — 7300 жит., Юрбург — 5591 жит.

### Национальный состав
Национальный состав по переписи 1897 года:
- литовцы — 179 461 чел. (76,2 %), в том числе жемайты — 157 371 чел. (66,9 %),
- евреи — 26 381 чел. (11,2 %),
- поляки — 13 022 чел. (5,5 %),
- немцы — 10 395 чел. (4,4 %),
- русские — 4641 чел. (2,0 %),

## Административное деление
В 1890 году в состав уезда входило 20 волостей:
| № п/п | Волость          | Волостное правление | Число селений | Население |
| ----- | ---------------- | ------------------- | ------------- | --------- |
| 1     | Александровская  | м. Александровск    | 59            | 8538      |
| 2     | Андреевская      | м. Андреево         | 38            | 4177      |
| 3     | Ботокская        | м. Ботоки           | 73            | 8112      |
| 4     | Вевиржанская     | м. Вевиржаны        | 43            | 4512      |
| 5     | Кельменская      | м. Кельмы           | 139           | 8241      |
| 6     | Колтынянская     | м. Колтыняны        | 101           | 9840      |
| 7     | Константиновская | м. Хвейданы         | 107           | 7054      |
| 8     | Крожская         | с. Кроже            | 105           | 6095      |
| 9     | Лобардевская     | д. Ретово           | 58            | 5050      |
| 10    | Манкунская       | с. Манкуны          | 72            | 5815      |
| 11    | Поюрская         | м. Шилели           | 91            | 9679      |
| 12    | Россиенская      | д. Подроссиены      | 134           | 8662      |
| 13    | Сартыникская     | д. Сартыники        | 42            | 7678      |
| 14    | Скавдвильская    | м. Скавдвили        | 192           | 10653     |
| 15    | Таурогенская     | м. Тауроген         | 100           | 11399     |
| 16    | Швекшнянская     | м. Швекшни          | 110           | 6692      |
| 17    | Шидловская       | м. Шидлово          | 115           | 8426      |
| 18    | Шимкайцкая       | д. Шимкайце         | 70            | 6436      |
| 19    | Эржвилковская    | м. Эржвилки         | 71            | 8244      |
| 20    | Юрбургская       | м. Юрбург           | 5             | 7644      |

В 1913 году в уезде также было 20 волостей.